# Naismith Prep Player of the Year Award
O Naismith Prep Player of the Year, ou ainda Naismith High School Player of the Year, é um prêmio anual, que leva este nome em homenagem ao inventor do basquetebol James Naismith, ao melhor jogador de high school (2º grau) de basquetebol norte-americano, tanto masculino como feminino.
O "Naismith Trophy" é entregue desde 1987.

## Ganhadores
| Símbolo                  | Significado                                                     |
| ------------------------ | --------------------------------------------------------------- |
| *                        | Denota o jogador(a) que entrou para o Hall da fama do basquete† |
| Jogador (x)/Jogadora (x) | Indica o número de vezes que um jogador(a) ganhou o prêmio.     |

†Para ser introduzido por um comitê, o jogador deve ter se aposentado e estar no mínimo 5 anos inativo no esporte.

### Masculino

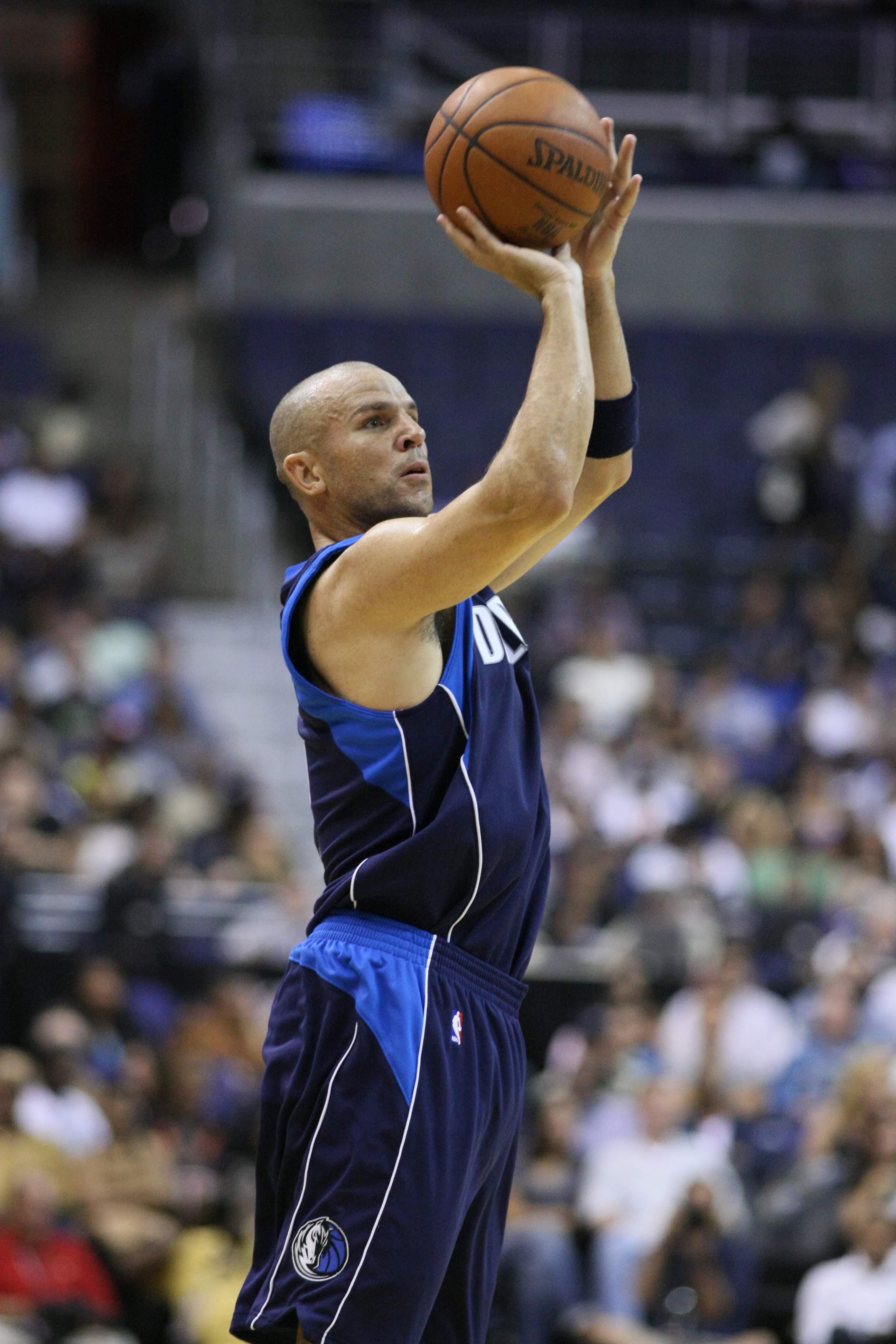
Jason Kidd, vencedor em 1992.

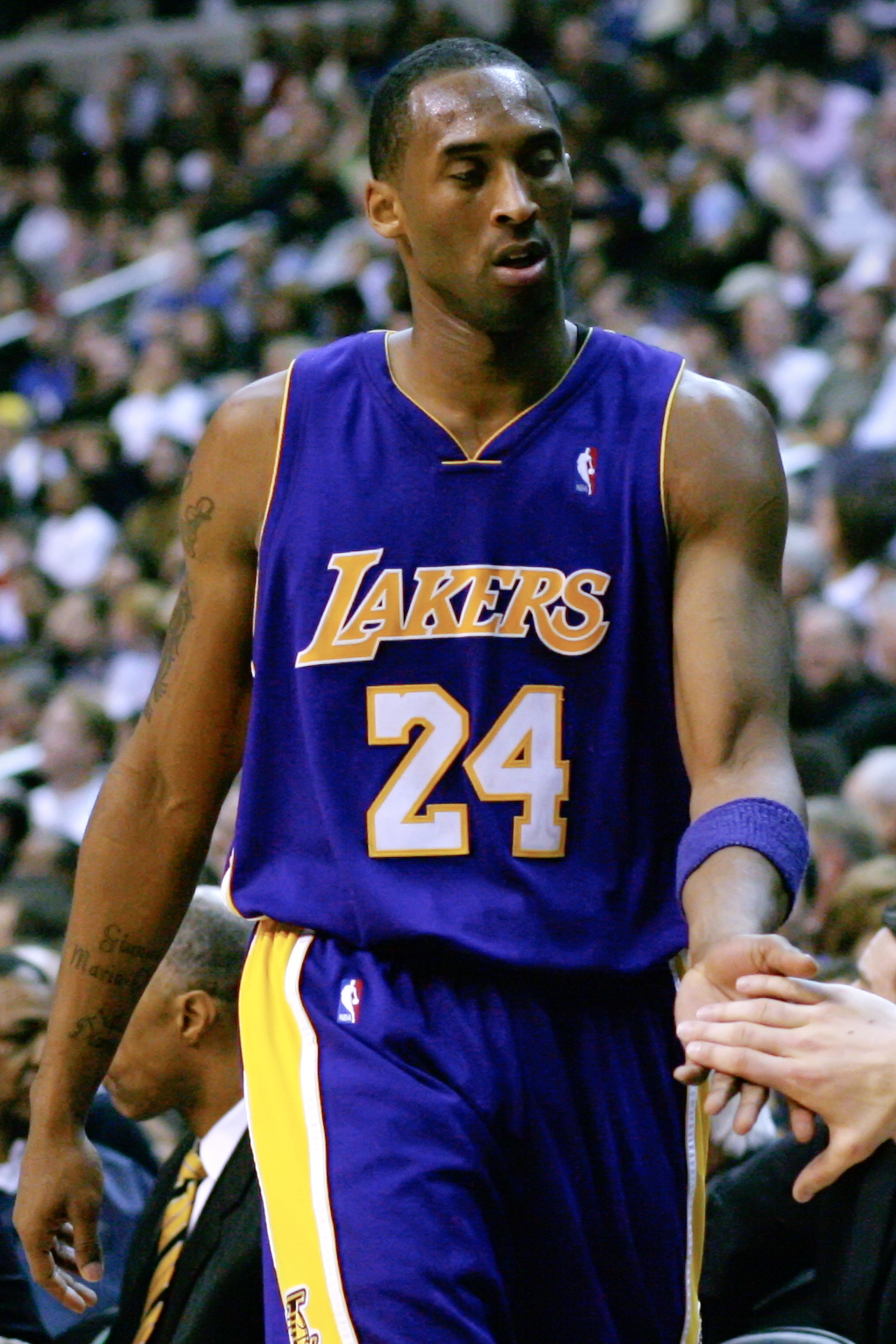
Kobe Bryant, um dos maiores da história também já ganhou este troféu.

| Ano  | Jogador            | Colégio                             | Cidade natal  | Estado              | Faculdade      |
| ---- | ------------------ | ----------------------------------- | ------------- | ------------------- | -------------- |
| 1987 | Dennis Scott       | Flint Hill Prep                     | Hagerstown    | Maryland            | Georgia Tech   |
| 1988 | Alonzo Mourning*   | Indian River High School            | Chesapeake    | Virginia            | Georgetown     |
| 1989 | Kenny Anderson     | Archbishop Molloy High School       | Jamaica       | New York            | Georgia Tech   |
| 1990 | Damon Bailey       | Bedford North Lawrence High School  | Bedford       | Indiana             | Indiana        |
| 1991 | Chris Webber       | Detroit Country Day School          | Beverly Hills | Michigan            | Michigan       |
| 1992 | Jason Kidd*        | St. Joseph Notre Dame High School   | Oakland       | California          | California     |
| 1993 | Randy Livingston   | Isidore Newman School               | New Orleans   | Louisiana           | LSU            |
| 1994 | Jerod Ward         | Clinton High School                 | Clinton       | Mississippi         | Michigan       |
| 1995 | Ron Mercer         | Oak Hill Academy                    | Nashville     | Tennessee           | Kentucky       |
| 1996 | Kobe Bryant*       | Lower Merion High School            | Ardmore       | Pennsylvania        | —              |
| 1997 | Shane Battier      | Detroit Country Day School          | Beverly Hills | Michigan            | Duke           |
| 1998 | Al Harrington      | St. Patrick High School             | Elizabeth     | New Jersey          | —              |
| 1999 | Donnell Harvey     | Randolph-Clay High School           | Cuthbert      | Georgia             | Florida        |
| 2000 | Gerald Wallace     | Childersburg High School            | Childersburg  | Alabama             | Alabama        |
| 2001 | Dajuan Wagner      | Camden High School                  | Camden        | New Jersey          | Memphis        |
| 2002 | Raymond Felton     | Latta High School                   | Latta         | South Carolina      | North Carolina |
| 2003 | LeBron James       | St. Vincent - St. Mary High School  | Akron         | Ohio                | —              |
| 2004 | Dwight Howard      | Southwest Atlanta Christian Academy | Atlanta       | Georgia             | —              |
| 2005 | Louis Williams     | South Gwinnett High School          | Snellville    | Georgia             | —              |
| 2006 | Greg Oden          | Lawrence North High School          | Indianapolis  | Indiana             | Ohio State     |
| 2007 | Kevin Love         | Lake Oswego High School             | Lake Oswego   | Oregon              | UCLA           |
| 2008 | Brandon Jennings   | Oak Hill Academy                    | Compton       | California          | —              |
| 2009 | Derrick Favors     | South Atlanta High School           | Atlanta       | Georgia             | Georgia Tech   |
| 2010 | Jared Sullinger    | Northland High School               | Columbus      | Ohio                | Ohio State     |
| 2011 | Austin Rivers      | Winter Park High School             | Winter Park   | Florida             | Duke           |
| 2012 | Shabazz Muhammad   | Bishop Gorman High School           | Summerlin     | Nevada              | UCLA           |
| 2013 | Andrew Wiggins     | Huntington Prep School              | Thornhill     | Ontario, Canada     | Kansas         |
| 2014 | Cliff Alexander    | Curie High School                   | Chicago       | Illinois            | Kansas         |
| 2015 | Ben Simmons        | Montverde Academy                   | Melbourne     | Victoria, Australia | LSU            |
| 2016 | Lonzo Ball         | Chino Hills High School             | Chino Hills   | California          | UCLA           |
| 2017 | Michael Porter Jr. | Nathan Hale High School             | Columbia      | Missouri            | Missouri       |
| 2018 | RJ Barrett         | Montverde Academy                   | Mississauga   | Ontario, Canada     | Duke           |
| 2019 | Isaiah Stewart     | La Lumiere School                   | Rochester     | New York            | Washington     |
| 2020 | Cade Cunnngham     | Montverde Academy                   | Arlington     | Texas               | Oklahoma State |
| 2021 | Chet Holmgren      | Minnehaha Academy                   | Minneapolis   | Minnesota           | Gonzaga        |

1. ↑  O último ano do ensino médio de Porter foi em Seattle. Ele se mudou de sua cidade natal, Columbia, Missouri, quando seu pai foi nomeado treinador assistente de basquete masculino na Universidade de Washington.

### Feminino

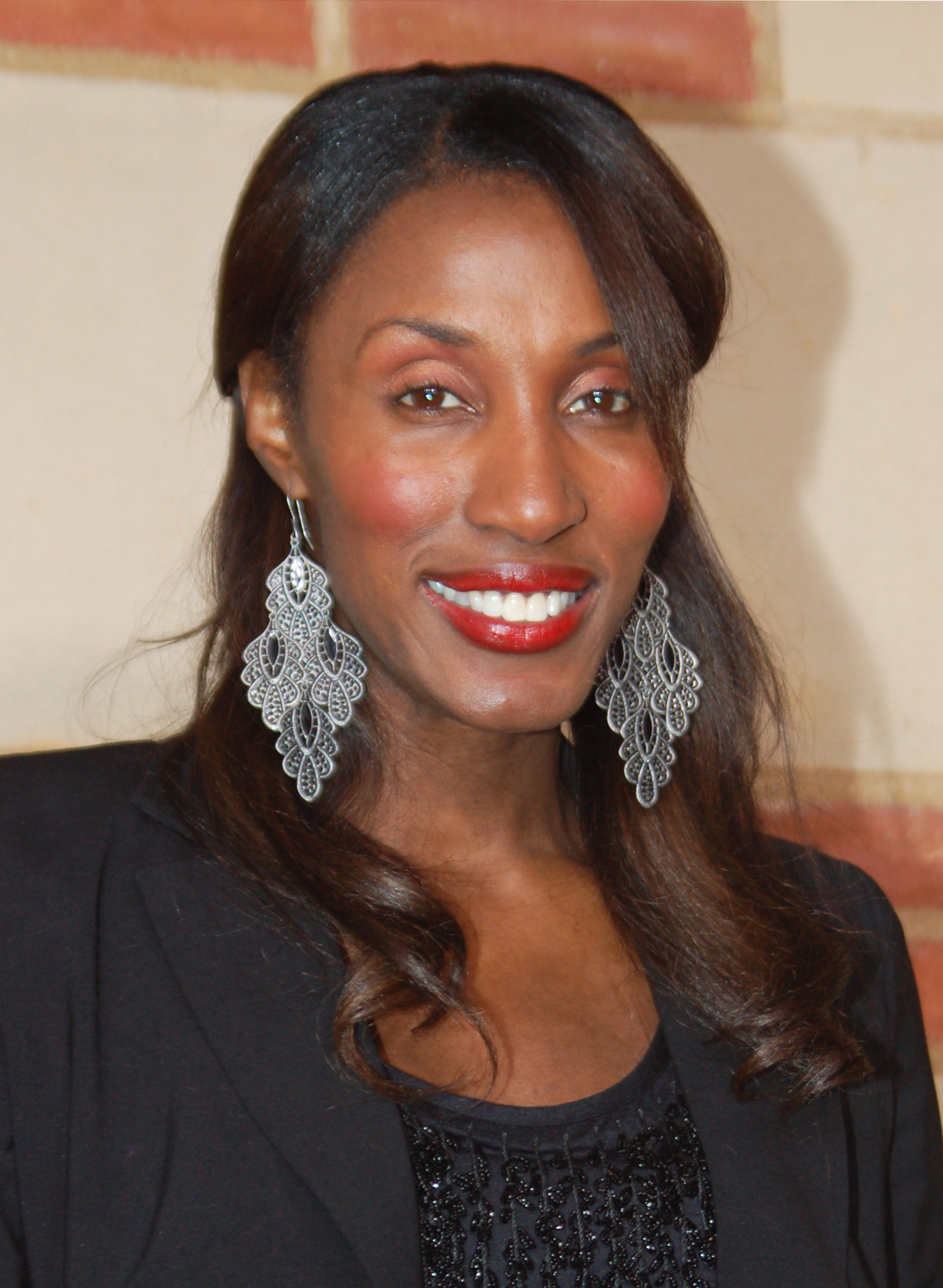
Lisa Leslie, tetra-campeã Olímpica, e vencedora do prêmio em 1990.

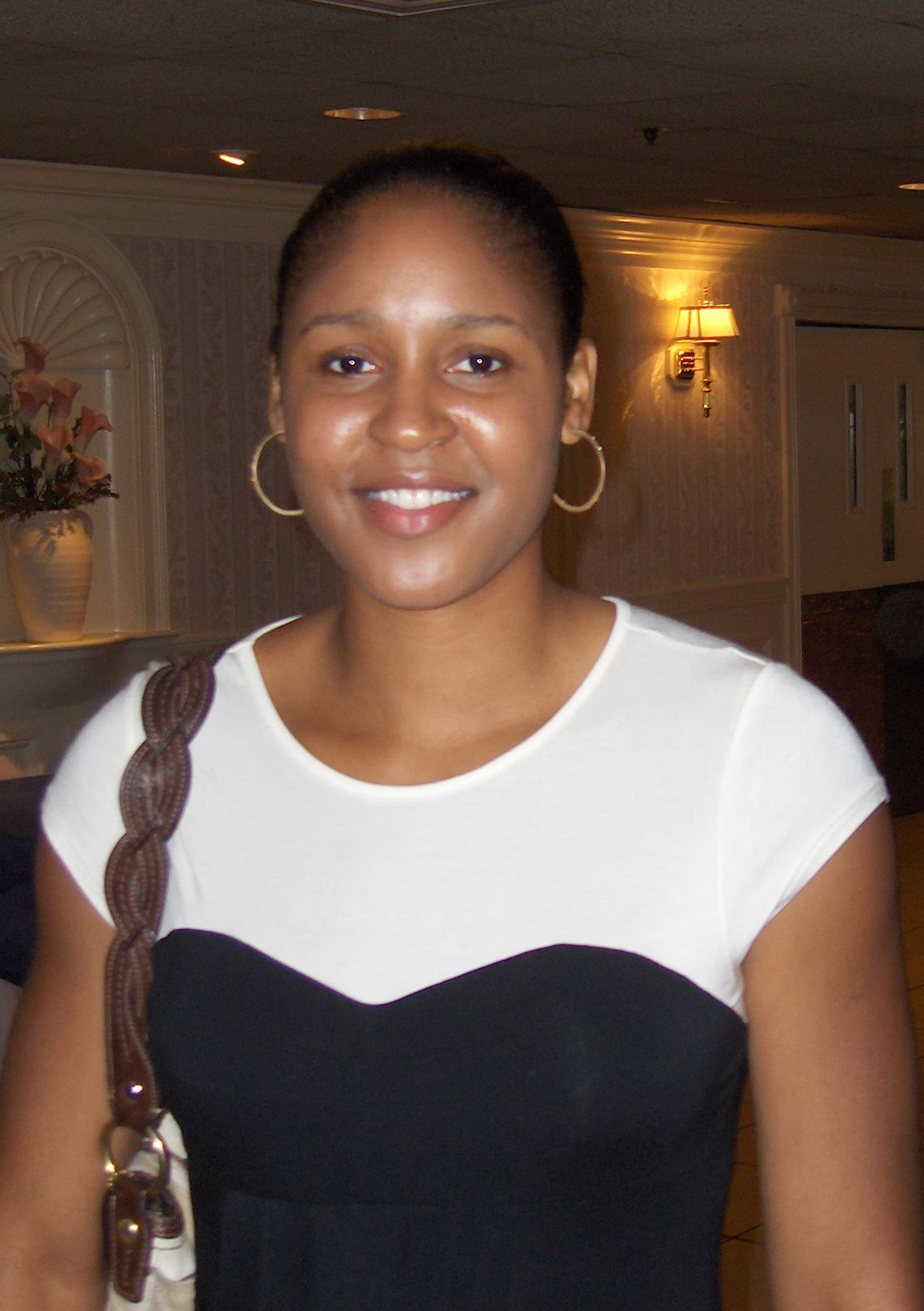
Maya Moore abocanhou este troféu em 2 oportunidades.

| Ano  | Jogadora               | Colégio                                | Cidade natal    | Estado         | Faculdade                 |
| ---- | ---------------------- | -------------------------------------- | --------------- | -------------- | ------------------------- |
| 1987 | Lynne Lorenzen         | Ventura High School                    | Ventura         | Iowa           | Iowa State                |
| 1988 | Vicki Hall             | Brebeuf Jesuit Preparatory School      | Indianapolis    | Indiana        | Texas                     |
| 1989 | Lisa Harrison          | Southern High School                   | Louisville      | Kentucky       | Tennessee                 |
| 1990 | Lisa Leslie*           | Morningside High School                | Inglewood       | California     | Southern Cal              |
| 1991 | Michelle Marciniak     | Central Catholic High School           | Allentown       | Pennsylvania   | Notre Dame/ Tennessee     |
| 1992 | Yolanda Watkins        | Decatur High School                    | Decatur         | Alabama        | Alabama                   |
| 1993 | La'Keshia Frett        | Phoebus High School                    | Hampton         | Virginia       | Georgia                   |
| 1994 | Tiffany Gooden         | Snider High School                     | Fort Wayne      | Indiana        | Iowa                      |
| 1995 | Chamique Holdsclaw     | Christ the King High School            | Queens          | New York       | Tennessee                 |
| 1996 | Kiesha Brown           | Woodward Academy                       | Atlanta         | Georgia        | Georgia                   |
| 1997 | Tamika Catchings       | Duncanville High School                | Duncanville     | Texas          | Tennessee                 |
| 1998 | Tamika Williams        | Chaminade-Julienne High School         | Dayton          | Ohio           | Connecticut               |
| 1999 | Kara Lawson            | West Springfield High School           | Springfield     | Virginia       | Tennessee                 |
| 2000 | Diana Taurasi          | Don Lugo High School                   | Chino           | California     | Connecticut               |
| 2001 | Shyra Ely              | Ben Davis High School                  | Indianapolis    | Indiana        | Tennessee                 |
| 2002 | Ann Strother           | Highlands Ranch High School            | Highlands Ranch | Colorado       | Connecticut               |
| 2003 | Candace Parker         | Naperville Central High School         | Naperville      | Illinois       | Tennessee                 |
| 2004 | Candace Parker (2)     | Naperville Central High School         | Naperville      | Illinois       | Tennessee                 |
| 2005 | Courtney Paris         | Millennium High School                 | Piedmont        | California     | Oklahoma                  |
| 2006 | Maya Moore             | Collins Hill High School               | Suwanee         | Georgia        | Connecticut               |
| 2007 | Maya Moore (2)         | Collins Hill High School               | Suwanee         | Georgia        | Connecticut               |
| 2008 | Elena Delle Donne      | Ursuline Academy                       | Wilmington      | Delaware       | Delaware                  |
| 2009 | Skylar Diggins         | Washington High School                 | South Bend      | Indiana        | Notre Dame                |
| 2010 | Chiney Ogwumike        | Cy-Fair High School                    | Cypress         | Texas          | Stanford                  |
| 2011 | Kaleena Mosqueda-Lewis | Mater Dei High School                  | Santa Ana       | California     | Connecticut               |
| 2012 | Breanna Stewart        | Cicero-North Syracuse High School      | Syracuse        | New York       | Connecticut               |
| 2013 | Diamond DeShields      | Norcross High School                   | Norcross        | Georgia        | North Carolina/ Tennessee |
| 2014 | A'ja Wilson            | Heathwood Hall Episcopal School        | Hopkins         | South Carolina | South Carolina            |
| 2015 | Katie Lou Samuelson    | Mater Dei High School                  | Santa Ana       | California     | Connecticut               |
| 2016 | Jackie Young           | Princeton Community High School        | Princeton       | Indiana        | Notre Dame                |
| 2017 | Megan Walker           | Monacan High School                    | Richmond        | Virgínia       | Connecticut               |
| 2018 | Christyn Williams      | Central Arkansas Christian High School | Little Rock     | Arkansas       | Connecticut               |
| 2019 | Haley Jones            | Archbishop Mitty High School           | Santa Cruz      | California     | Stanford                  |
| 2020 | Paige Bueckers         | Hopkins High School                    | Hopkins         | Minnesota      | Connecticut               |
| 2021 | Raven Johnson          | Westlake High School                   | Atlanta         | Georgia        | South Carolina            |